# رود وووچا
رود وووچا (انگلیسی: Vovcha) یک رودخانه در استان بلگورود کشور روسیه است.